# Rocky Mountain House
Rocky Mountain House é uma cidade no centro-oeste de Alberta, Canadá, na confluência dos rios Clearwater e North Saskatchewan.  

## História
A cidade tem uma longa história que vem desde o século XVIII com a presença de comerciantes de peles britânicos e canadenses durante a colonização do oeste canadense. Em 1799 a Hudson's Bay Company e a North West Company fundaram cada uma os postos de comércio de peles de Rocky Mountain House e Acton House. O comércio com os povos oborígenes locais continuou até 1821 quando as companhias fundiram-se, eles continuaram a comercializar até 1875 (Parks Canadá) e fecharam o posto Rocky Mountain House. Contudo, o nome do povoado permaneceu.